# Wedells Palæ
Wedells Palæ, som oprindeligt blev kaldt Barchmanns Palæ, ligger på hjørnet af Ny Kongensgade og Frederiksholms Kanal i Indre By i København. Hovedbygningen er opført 1740-1741 ved Philip de Lange og ombygget i 1903 ved Thorvald Jørgensen.
En del af palæet benyttes af Johan Borups Højskole.

## Ejere af Wedells Palæ
- (1740-1764) Jacob Barchmann
- (1764-1779) Christine Berg gift Barchmann
- (1779-1787) John Brown / William Brown
- (1787-1795) Hansten
- (1795-1800) Wilster
- (1800) Philip Ryan
- (1800-1804) John Christmas
- (1804-1809) Jens Friedereich
- (1809-1811) Jacob Salomon Meyer
- (1811) Jacob Rosted / Johannes Plenge
- (1811-1820) Jacob Brønnum Scavenius
- (1820-1825) Enkefru Scavenius
- (1825-1827) Slægten Scavenius
- (1827-1869) Willum Frederik Treschow
- (1869) Frederik Wilhelm Treschow
- (1869-1885) Andrea Rothe gift Treschow
- (1885-1923) Mogens Christian Krag-Juel-Vind-Frijs
- (1923-1959) Inger Dorte Mogensdatter Krag-Juel-Vind-Frijs gift Wedell
- (1959-1982) Charles Bendt Mogens Tido Wedell
- (1982-2000) Irene Johansdatter Raben-Levetzau gift Wedell
- (2000-) Bendt Hannibal Tido Wedell